# Charles Kwateng
Charles Kwateng (27 mei 1997) is een Belgisch voetballer met Ghanese roots die sinds 2024 uitkomt voor KSK Beveren.

## Carrière
Kwateng ruilde in 2008 de jeugdopleiding van KV Luchtbalboys voor de Jean-Marc Guillou Academy. In 2014 stroomde hij door naar de jeugdopleiding van Lierse SK, die in nauw contact stond met de voetbalacademie van de voormalige Franse international. Daar stroomde hij tijdens de winter van het seizoen 2016/17 door naar de A-kern. Op 22 april 2017 maakte hij zijn officiële debuut in het eerste elftal van Lierse: in de Play-off 2-wedstrijd tegen Waasland-Beveren (2-3-verlies) viel hij in de 81e minuut in voor Ibrahim El Ansri. Trainer Frédéric Vanderbiest liet hem dat seizoen ook nog invallen tegen Union Sint-Gillis, KV Mechelen en Waasland-Beveren.
In het seizoen 2017/18 werd Kwateng door Lierse uitgeleend aan de nagelnieuwe fusieclub Mandel United. De Ghanese Belg eindigde met de club tweede in Tweede klasse amateurs, maar Mandel slaagde er vervolgens niet in om via de eindronde te promoveren naar Eerste klasse amateurs.
Na het faillissement van Lierse in mei 2018 werd hij een vrije speler. In de zomer van 2018 ging hij op de proef bij KSK Heist – hij speelde er mee in een oefenwedstrijd tegen RSC Anderlecht –, maar hij versierde er uiteindelijk geen contract. Uiteindelijk kon hij terecht bij Ergotelis FC, een andere club uit de portefeuille van voormalig Lierse-eigenaar en -voorzitter Maged Samy. Kwateng lag vier jaar onder contract bij Ergotelis, dat hem in 2022 uitleende aan Veria NFC.
Na zijn vertrek uit Griekenland speelde Kwateng bij de Italiaanse vijfdeklasser Foligno Calcio, om vervolgens terug te keren naar Lier, waar hij voor Lyra-Lierse – een van de twee geestelijke opvolgers van zijn failliete ex-club – tekende. Een jaar later tekende hij bij eersteprovincialer KSK Beveren.